# Koulupuisto
El Parque de la Escuela de Jakobstad (en finés: Pietarsaaren Koulupuisto o en sueco: Jakobstad Skolparken) es un jardín botánico de 1,35 hectáreas de extensión, que en sus orígenes formaba parte de una escuela de secundaria (de ahí su nombre), de propiedad municipal en Pietarsaari, Finlandia.

## Localización
El jardín botánico se encuentra en el
Pietarsaaren Koulupuisto, Pietarsaari, Pohjanmaa, Suomen Tasavalta-Finlandia.63°40′30″N 22°42′15″E / 63.67500, 22.70417

## Historia
El Koulupuisto (Jardín de la Escuela) fue fundado en el año 1900, el Jardín Botánico fue construido en 1904 para apoyar la enseñanza de la botánica en la escuela secundaria. El área fue en ese momento propiedad de los herederos del farmacéutico Victor Schaumanin. Este fue construido por sus antiguos campos, con unos invernaderos asociados.
La forma actual del Koulupuisto (jardín de la escuela) fue creado entre 1915 y 1932, cuando la familia Schaumanin donó el invernadero y los fondos de plantas a la ciudad, la tierra en cuestión y la cantidad de dinero para el establecimiento del parque. El jardín botánico diseñado por el arquitecto paisajista Schalin Bengt, que distribuyó diferentes secciones según la arquitectura del paisaje y botánicamente. Cumple en la parte inferior con los principios del diseño de jardín de tipo inglés, que incluye las formas de imitar a la naturaleza y cuencas de agua. El parque está dominado en la parte superior con las formas del jardín barroco, que se divide en diferentes compartimentos de plantas y nos muestra las tribus de las plantas.

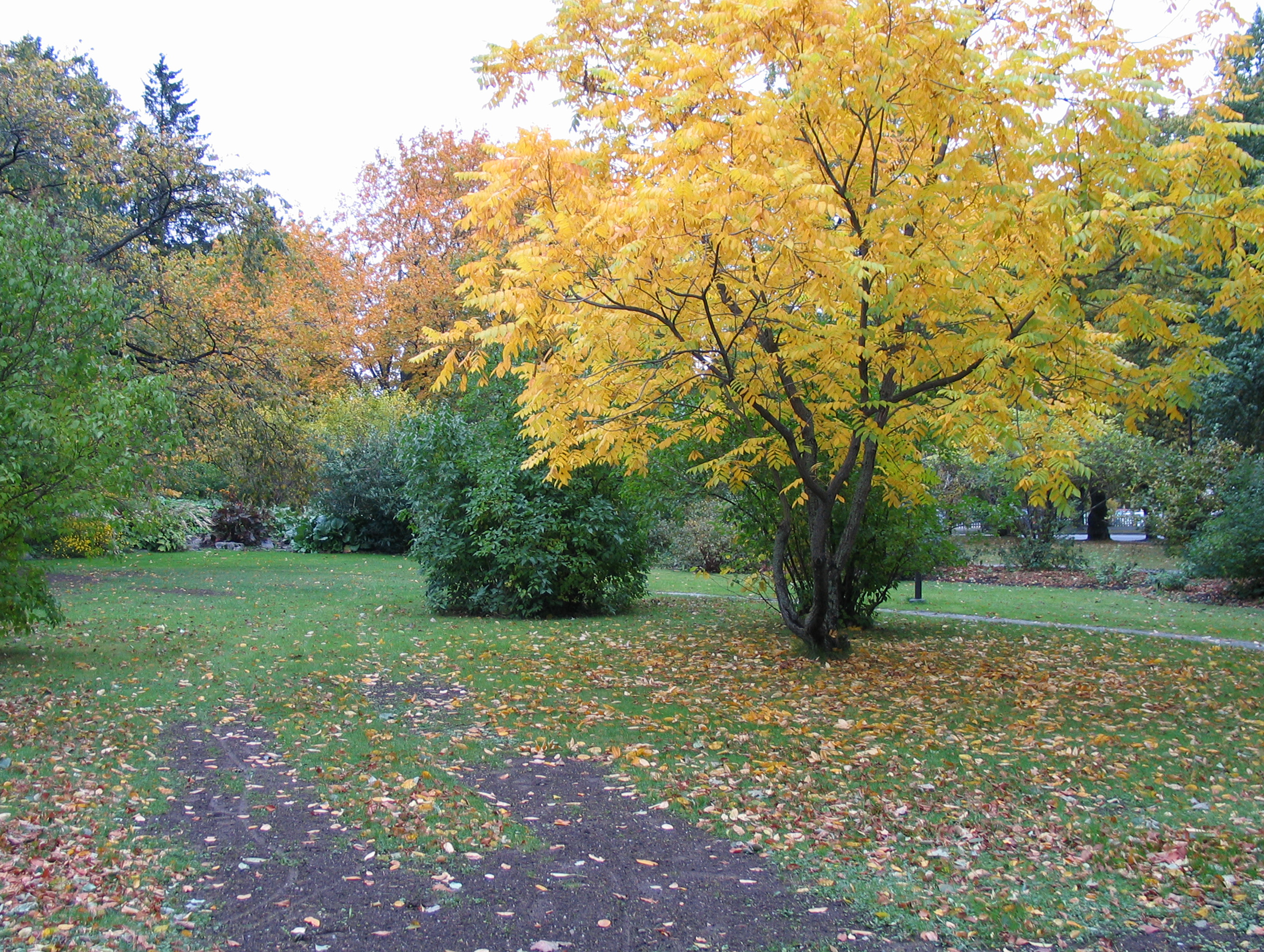
Vista en otoño del Pietarsaaren Koulupuisto.

## Colecciones
El Koulupuisto alberga unas 1 000 especies de plantas, distribuidas como:
- La Plaza, que puede ser considerado como el corazón del jardín, presenta aires del Versalles de Luis XIV. Cuadrado, rodeada por una serie de árboles que se cortan con forma cada tres años. Fue diseñado por Bengt Schalin para enmarcar la fuente de la plaza, que sin embargo no se ha construido.
- Jardín inglés, se caracteriza por pasillos abovedados de árboles alineados con césped y plantas arbustivas. Aquí se puede encontrar un arroyo, una laguna con peces, una colina cuya pendiente oculta una cueva, y hermosos árboles, y arbustos maduros. Todos los árboles del Koulupuisto son dignos de mención, y muchos de ellos realmente crecen más al norte de lo que en absoluto debería ser posible. La mayoría de estos árboles ya están muy viejos entre ellos, Prunus maackii, Juglans mandshurica, el castaño de indias Aesculus hippocastanum, Ulmus laevis, Salix pentandra, Prunus maximoviczii, Acer negundo.
- División del principiante, la sección del principiante tiene una copia de los jardines de la Universidad de Helsinki. Este Departamento de plantas útiles se destina principalmente para uso educativo. En la sección de principiante hay unos veinte lechos de cultivo en los cuales se cultivan diferentes tipos de cereales, cultivos forrajeros, leguminosas, cebollas, berzas, hierbas, plantas estimulantes, plantas textiles, plantas melíferas, plantas oleaginosas, olorosas y plantas del Patrimonio de Finlandia. En las plantas medicinales se establece la relación entre sus propiedades y las enfermedades médicas, en las que pueden ser utilizadas.
- En esta sección se puede ver cómo las plantas forman una cruz y los colores cambian como resultado del paso del tiempo. Con la planta que utilizó Gregor Mendel en sus estudios, Mirabilis jalapa, que se encuentra siempre cultivada aquí. Además, en este lecho se cultivan plantas variegadas. La malva de dos años Alcea rosea, con la forma y el color que han cambiado desde entonces, que va desde color rojo oscuro al blanco.
- División sistemática, esta área está dividida en secciones de diferentes tribus de plantas dispuestas sistemáticamente. El área está dominada por el Sol en el centro, y se aprecia el flujo del tiempo desde su diseño en 1920. Alrededor de la zona se plantaron en el pasado, tres árboles del paraíso uno de los cuales todavía permanece. También hay un viejo manzano, que está cubierto de flores blancas en primavera. La mayoría de las tribus de vegetales se pueden encontrar aquí, como Apiaceae, Saxifragaceae, Fabaceae, Asteraceae, y Rosaceae, etc
- Departamento del Norte Geográfico, que se reconoce como un lecho alargado, donde se puede aprender sobre la propagación de diversas plantas y sus hábitos reproductivos. Como la planta procedente de los Himalayas, que arroja la semilla por contacto al paso de personas y animales. La difusión de las fresas en los bosques y la difusión de la celidonia menor a través de sus pequeños tubérculos. En la parte superior del lecho de cultivo se muestran las plantas que se han trasladado con los barcos y los trenes de transporte como "plantas de lastre". Entre ellas se encuentran por ejemplo: Bunias orientalis, o la vara de Aarón Verbascum Thapsus de procedencia griega, Loto de los prados Lotus corniculatus y la consuelda Symphytum officinale.
- Sección de las plantas silvestres, Este departamento ha invertido una gran parte de sus esfuerzos en las plantas de crecimiento silvestre de la zona. Aquí, por ejemplo, está creciendo, heno, praderas, pantanos, vides y arbustos.
- Sección geográfica del departamento de árboles forestales, principalmente de Finlandia. Procedentes de la zona más septentrional así se cultivan abedules, pinos, alerces, avellanos, etc así como de las zonas más al Sur Robles, tilos, aceres, serbales de Suecia, y cornos. Los árboles tienen sus pies numerosas plantas silvestres y malezas, puesto que se cortan por lo general sólo una vez cada verano, de modo que estas plantas silvestres crecen tan pacíficamente como sea posible.
- Rosaleda, en la primavera de 1989 fue plantado el primer rosal en las instalaciones, junto a la pared del paseo a pocos metros de la parte exterior, y las rosas florecieron en la misma primavera. Ahora las rosas se puede encontrar en un centenar de variedades diferentes. Entre ellas las rosas sencillas, rosas francesas, rosas silvestres, rosas de pie y rosas trepadoras, etc
- Escenario al aire libre e instalaciones para minusválidos, el jardín fue construido en 1992, con un escenario al aire libre permanente para una variedad de eventos de verano. Es la sede de la mayor parte de los eventos importantes de la ciudad, por ejemplo: el "Jaakon Päivien tapahtumille" ( La Versión de James de los acontecimientos del día). Al mismo tiempo, se construyeron rampas entre las diferentes partes del parque para facilitar el paso de sillas de ruedas en el parque.